# Ethel Ayler
Pour les articles homonymes, voir Ayler.
Ethyl Spraggins Ayler dite Ethel Ayler est une actrice américaine née le 1er mai 1930 à Whistler en Alabama et morte le 18 novembre 2018 à Loma Linda en Californie.

## Filmographie

### Cinéma
- 1962 : Time of the Heathen : Marie
- 1972 : Come Back, Charleston Blue : l'infirmière au bal
- 1975 : Lord Shango : la fille au bar
- 1986 : 9 semaines 1/2 : la vendeuse de la bijouterie
- 1990 : To Sleep with Anger : Hattie
- 1992 : Bodyguard : Emma
- 1997 : Le Secret du bayou : la grand-mère

### Télévision
- 1959 : Play of the Week : Zarita (1 épisode)
- 1976 : Great Performances : Hattie (1 épisode)
- 1977 : The Andros Target : Beatrice Long (1 épisode)
- 1981 : Ryan's Hope : Constance Small (4 épisodes)
- 1984-1992 : Cosby Show : Carrie Hanks (6 épisodes)
- 1989 : Day by Day : Marjorie (1 épisode)
- 1989 : Sacrée Famille : Mlle Daniels (1 épisode)
- 1991 : La loi est la loi (1 épisode)
- 1992 : Détective de père en fille : Clara Wilkes
- 1992 : Les Ailes du destin (1 épisode)
- 1994 : Les Sœurs Reed : le juge (1 épisode)
- 1995 : Martin : Mme Whitmore (1 épisode)
- 1995 : Sister, Sister : Ginny (1 épisode)
- 1995 : Fudge : la patronne (1 épisode)
- 1997 : Les Feux de l'amour : Potter (1 épisode)
- 1997 : Melrose Place : Mme Bowen (1 épisode)
- 1997 : Friends : l'administratrice de l'hôpital (1 épisode)
- 1997 : Brooklyn South : Mabel Oakley (1 épisode)
- 1998 : The Wedding : Eunice
- 2001 : Fire & Ice : Lola Aimes
- 2002 : Girlfriends : Nana Blackwell (1 épisode)
- 2004 : Six pieds sous terre : Ellen (1 épisode)
- 2005 : Out of Practice : Maria (1 épisode)
- 2006 : Sept à la maison : Mme Macaferty (1 épisode)